# Phép nhân
Phép nhân (tiếng Anh: Multiplication) là phép tính toán học của một số bởi số khác. Nó là một trong 4 phép tính cơ bản của số học (3 phép tính còn lại là cộng, trừ, chia). Phép nhân tác động tới hai hay nhiều đối tượng toán học (thừa số, còn gọi là nhân tử) để tạo ra một đối tượng toán học mới. Ký hiệu của phép nhân là "×" (ngắn gọn hơn là "·", trong lập trình là dấu *). Phép nhân số nguyên có thể coi là việc cộng một số với một số lần nhất định; ví dụ, ta lấy 3 + 3 + 3 + 3 thì ra được 12. Khi ta sử dụng nhân thì nó sẽ nhanh hơn: 3 × 4 = 12 (tức thừa số thứ nhất là số hạng, còn thừa số thứ hai là số lượng số hạng).
Phép toán nhân hai số
{\displaystyle A\times B=C}
với A là số nhân, B là số bị nhân (A và B đều là thừa số); C là tích.

## Kí hiệu
Trong số học và đời sống thông thường, dấu nhân được kí hiệu là "×" (đừng nhầm lẫn với chữ cái x). Kí hiệu này thường được giảng dạy ở cấp bậc tiểu học ở đa số các nước trên thế giới. Ví dụ:
{\displaystyle 2\times 3=6} ("hai nhân ba bằng sáu")
{\displaystyle 2\times 3\times 5=6\times 5=30}
Ngoài ra còn có một số kí hiệu khác:
- Trong đại số, để tránh nhầm lẫn giữa dấu nhân × và chữ cái x (thường sử dụng làm biến số), phép nhân còn được kí hiệu (theo chuẩn ISO 80000-2) là một dấu chấm giữa dòng. Kí hiệu này được giới thiệu bởi nhà toán học Gottfried Wilhelm Leibniz[1]. Ngoài ra, ở các quốc gia sử dụng dấu phẩy làm dấu thập phân, dấu chấm hết cũng được sử dụng làm dấu nhân. Ví dụ:

{\displaystyle 3\cdot 8} hay {\displaystyle 3\,.\,8}
- Cũng trong đại số, phép nhân với biến số hoặc giữa các biến số với nhau thì không cần có dấu nhân (ví dụ: {\displaystyle xy} là {\displaystyle x} nhân {\displaystyle y} hoặc {\displaystyle 7x} là 7 nhân {\displaystyle x}); tương tự với phép nhân với một biểu thức trong dấu ngoặc hay giữa các dấu ngoặc (ví dụ: {\displaystyle 5(2)}, {\displaystyle (5)2} hay {\displaystyle (5)(2)} đều là 5 nhân 2). Cách ghi này có thể gây hiểu lầm khi các phần tử được ghép với nhau trùng tên với một phần tử khác, hoặc bị nhầm lẫn với tên một hàm số, hoặc khó xác định thứ tự thực hiện phép tính.
- Trong lập trình máy tính và các gói phần mềm (trong đó người ta chỉ có thể sử dụng các ký tự thường thấy trên bàn phím), dấu sao (*) dùng để chỉ phép nhân vẫn được sử dụng phổ biến.

## Tính chất
- Giống như phép cộng, phép nhân cũng có tính chất giao hoán, nghĩa là có thể thay đổi vị trí các thừa số trong một phép nhân nhưng kết quả vẫn giữ nguyên. Với a và b là hai số bất kỳ thì

{\displaystyle a\times b=b\times a}
- Phép nhân cũng có tính chất kết hợp, nghĩa là khi nhân ba hay nhiều số thì thứ tự của phép toán không làm thay đổi kết quả.

{\displaystyle (a\times b)\times c=a\times (b\times c)}
- Số nào nhân với 1 (hoặc 1 nhân với số nào) cũng bằng chính số đó.

{\displaystyle a\times 1=1\times a=a}
- Số nào nhân với 0 (hoặc 0 nhân với số nào) cũng bằng 0.

{\displaystyle a\times 0=0\times a=0}
- Số nào nhân với -1 (hoặc -1 nhân với số nào) sẽ ra số đối của nó.

{\displaystyle x\times (-1)=(-1)\times x=(-x)} trong đó {\displaystyle x+(-x)=0}
- Một số khác 0 nhân với số nghịch đảo của nó thì bằng 1.

{\displaystyle a\times {\frac {1}{a}}=1\,(a\neq 0)}
- Tính chất phân phối giữa phép nhân và phép cộng (trừ):

{\displaystyle b\times (a_{1}\pm a_{2}\pm ...\pm a_{n})=(a_{1}\pm a_{2}\pm ...\pm a_{n})\times b=ba_{1}\pm ba_{2}\pm ...\pm ba_{n}}

## Các phương pháp tính
Trên thế giới có nhiều phương pháp thực hiện các phép tính nhân (chủ yếu là cho số học và đại số cơ bản). Các phương pháp này thường đều đòi hỏi sự hiểu biết về bảng cửu chương (từ 1–9), ngoại trừ phương pháp tá điền Nga.

### Đặt tính thông thường
Khi một hệ cơ số được sử dụng (thông dụng nhất là hệ cơ số 10), phương pháp phổ biến nhất là đặt tính theo hàng. Các thừa số và tích đều được đặt thẳng cột với nhau. Ta lấy thừa số thứ nhất nhân với từng chữ số của thừa số thứ hai để ra các "tích riêng" rồi cộng các tích riêng với nhau để ra đáp số cuối cùng.

#### Nhân với số có một chữ số
Khi nhân (một thừa số thứ nhất) với số có một chữ số, ta nhân từng chữ số của thừa số thứ nhất với (chữ số của) thừa số thứ hai, theo thứ tự từ phải sang trái. Có thể viết phép tính trên một hàng duy nhất hoặc theo một trong hai biến thể (hàng ngang/hàng dọc) được trình bày ở dưới. Ví dụ, phép nhân 268 × 7 được tính theo hàng dọc như sau:
```
    
4
 
5

    2 6 8
×       7
—————————
  1 8 7 6
```

- Hàng đơn vị: 8 nhân 7 bằng 56, viết 6 và nhớ 5 (sang hàng chục)
- Hàng chục: 6 nhân 7 cộng 5 bằng 47, viết 7 và nhớ 4 (sang hàng trăm)
- Hàng trăm: 2 nhân 7 cộng 4 bằng 18, viết 18. Kết quả là 1876.

#### Biến thể hàng dọc
Ví dụ này sử dụng phương pháp đặt tính theo hàng dọc được sử dụng ở đa số các nước trên thế giới (trong đó có Việt Nam) để tính phép nhân 234 × 705.
```
    234
×   705
———————
   1170 ( = 234 ×   5)
   000  ( = 234 ×   0)
 1638   ( = 234 × 700)
———————
 164970 ( = 234 × 705)
```

Mỗi chữ số của thừa số thứ hai được nhân đúng theo hàng của nó. Ví dụ, tích riêng thứ ba là kết quả của phép tính 234 × 7 trăm = 1638 trăm (vì thế ta lùi tích riêng này hai chữ số sang bên trái, hoặc có thể viết hai chữ số 0 tận cùng).
Chú ý: Vì số nào nhân với 0 cũng bằng 0, tích riêng thứ hai trong ví dụ trên (000) không ảnh hưởng đến kết quả, nên có thể bỏ qua không viết.

#### Biến thể hàng ngang
Ở một số nước như Đức, phép tính trên thường được đặt tính theo hàng ngang như sau (chú ý rằng hàng lớn nhất của thừa số thứ hai được nhân trước): 
```
 234 · 705
———————————
    1638 
      000
      1170
———————————
    164970
```

#### Áp dụng cho tạp số
Tạp số được định nghĩa là số không được viết theo đơn vị thập phân (như số đo thời gian, số đo góc...). Để nhân một tạp số với số nguyên, ta nhân từng đơn vị một rồi đổi các đơn vị nhỏ sang đơn vị lớn (trong kết quả) nếu cần. Ví dụ dưới đây là kết quả của phép nhân 2 giờ 25 phút 16 giây với 6. 
```
    2 giờ  25 phút 16 giây
×                   6
——————————————————————————
   12 giờ 150 phút 96 giây
——————————————————————————
   12 giờ 151 phút 36 giây
——————————————————————————
   14 giờ  31 phút 36 giây
```

Ta nhận thấy: khi nhân xong các đơn vị riêng lẻ, phải đổi từng đơn vị từ nhỏ đến lớn:
- 96 : 60 = 1 dư 36, vậy còn lại 36 giây và thêm 1 vào hàng phút.

- 151 : 60 = 2 dư 31, vậy còn lại 31 phút và thêm 2 vào hàng giờ, được kết quả cuối cùng.

### Kẻ bảng
Phương pháp này được đưa vào giáo trình chính thức của Anh Quốc và Xứ Wales từ thập niên 1990 cũng như một số nơi ở Hoa Kỳ trong khoảng thập niên 2010. Nó dựa trên tính chất phân phối giữa phép cộng và phép nhân. Để dễ hiểu, nó còn được thể hiện tương đương với diện tích của một hình chữ nhật.

#### Phương pháp
Mỗi thừa số được tách ra thành từng phần hàng (nghìn, trăm, chục, đơn vị...) và viết lần lượt vào các hàng/cột của một bảng. Nhân tất cả các hàng và cột riêng với nhau rồi cộng các kết quả lại, ta được đáp số của bài toán.

#### Ví dụ
Ví dụ này sử dụng phương pháp kẻ bảng để tính phép nhân 156 × 89. Trong đó:
- Số 156 được tách thành 1 trăm, 5 chục, 6 đơn vị (các cột dọc).
- Số 89 được tách thành 8 chục, 9 đơn vị (các hàng ngang).

| ×  | 100  | 50   | 6   |
| -- | ---- | ---- | --- |
| 80 | 8000 | 4000 | 480 |
| 9  | 900  | 450  | 54  |

```
  8000
  4000
   480
   900
   450
+   54
——————
 13884  Vậy 156 × 89 = 13884
```

Với những thừa số gồm nhiều chữ số, số lượng tích riêng có thể trở nên quá lớn, gây khó khăn nhất định cho việc cộng kết quả. Tuy nhiên, đây cũng được coi là một phương pháp hữu ích để giới thiệu về phép nhân nhiều chữ số và có thể là phương pháp cần thiết duy nhất với một số người trong thời đại tự động hóa, khi các phép tính thường được thực hiện bởi máy tính bỏ túi hay bảng tính.

### Phương pháp tá điền Nga
Phương pháp này, còn được gọi là phương pháp nhị phân, đã được sử dụng bởi những tá điền trước đây, vốn là những người không học thuộc bảng cửu chương. Nó cũng được sử dụng trong thời kỳ Ai Cập cổ đại. Ưu điểm của nó là có thể được dạy nhanh chóng, không cần ghi nhớ, và có thể sử dụng mà không cần giấy bút. Nhược điểm của nó là dài dòng với các thừa số có nhiều chữ số.

#### Phương pháp
Trên giấy, hãy ghi thừa số thứ nhất vào một cột. Sau đó ghi một nửa con số trên ở ngay dưới đó (bỏ qua phần dư), lặp lại cho đến khi còn lại số 1. Ở một cột bên cạnh, viết thừa số thứ hai và sau đó viết số gấp đôi của số trên ở ngay dưới; lặp lại cho đến khi viết xong hàng có ghi số 1 ở bên kia. Bây giờ nếu hàng nào có số thứ nhất là số chẵn, hãy gạch hàng đó đi. Rồi ở các hàng không bị gạch còn lại, cộng các số ở cột thứ hai để ra đáp số cuối cùng.

#### Ví dụ
Phép tính 163 × 7 được thực hiện theo phương pháp tá điền như sau. Các số được cộng lại là 7, 14, 224, 896 tương đương với các số cột đầu tiên trong hàng là 163, 81, 5, 1 (đều là số lẻ), cho ra kết quả phép tính là 7 + 14 + 224 + 896 = 1141. 
```
163    7      
81    14       

40    2
8

20    5
6

10   1
12

5    224

2    4
48

1    896
    ————        
    1141  Vậy 163 × 7 = 1141  
```

#### Giải thích
Phương pháp này dựa trên việc khai triển thừa số thứ nhất ra hệ nhị phân. Trong ví dụ trên, 163 = 101000112 hay nói cách khác,
{\displaystyle 163=1\times 2^{7}+0\times 2^{6}+1\times 2^{5}+0\times 2^{4}+0\times 2^{3}+0\times 2^{2}+1\times 2^{1}+1\times 2^{0}}
Vậy {\displaystyle 163\times 7=(2^{7}+2^{5}+2^{1}+2^{0})\times 7=128\times 7+32\times 7+2\times 7+1\times 7=896+224+14+7=1141}

### Nhân số thập phân
Để nhân hai số thập phân, ta nhân như số nguyên (không cần đặt các dấu phẩy thẳng hàng nếu đặt tính hàng dọc). Sau đó ta đếm xem ở hai thừa số có tổng cộng bao nhiêu chữ số ở phần thập phân thì tích số sẽ có bấy nhiêu chữ số ở phần thập phân. Ví dụ:
{\displaystyle 12,8\times 1,53=19,584}
Ở đây ta nhân hai số nguyên 128 với 153 trước. Vì hai thừa số ban đầu có 3 chữ số ở phần thập phân nên khi ra kết quả (19584) ta lùi dấu thập phân về 3 hàng, được số 19,584.

## Lũy thừa
Phép toán nhân của một số lặp đi lặp lại n lần:
{\displaystyle a\times a=a^{2}}
{\displaystyle a\times a\times a=a^{3}}
{\displaystyle a\times a\times a\times ...\times a=a^{n}}
Từ đó,
{\displaystyle a^{n}=\underbrace {a\times \dots \times a} _{n\,{\textrm {}}}}
a lũy thừa n bằng tích của a nhân với a (chính nó) n lần.

## Phép nhân phân số
Để nhân phân số, ta nhân các tử số với nhau và các mẫu số với nhau.
{\displaystyle {\frac {a}{b}}\times {\frac {c}{d}}={\frac {a\times {c}}{b\times {d}}}}
Để nhân một phân số với số nguyên, ta nhân tử số với số nguyên và giữ nguyên mẫu số.
{\displaystyle {\frac {a}{b}}\times c={\frac {a\times {c}}{b}}}